# Stadion Króla Abdullaha w Ammanie
Stadion Króla Abdullaha – wielofunkcyjny stadion w Ammanie, stolicy Jordanii. Jego pojemność wynosi 18 000 widzów. Został otwarty w 1999 roku. Na stadionie odbyły się wszystkie spotkania turniejów piłkarskich o Puchar Azji Zachodniej w roku 2000 i 2010.